# Megyehid
Megyehid je vas na Madžarskem, ki upravno spada pod podregijo Sárvári Železne županije.